# Greve da Polícia Rodoviária Federal de 2008
A greve da Polícia Rodoviária Federal de 2008 foi uma greve dos sindicatos categoria durante o governo Lula que exigia reajuste salarial, aumento do número de vagas na corporação e a exigência de ensino superior para a ingressão no órgão.
A PRF passava por problemas históricos pela falta de aumento do efetivo, e os sindicatos passaram a exigir reparações através de ameaças de greve. O governo Lula aceitou algumas das propostas junto com outras exigências feitas por sindicatos de outras áreas, como o Ministério da Educação e as Forças Armadas, através da Medida Provisória (MP) nº 431/08, mas após a paralisação na volta do feriado de Corpus Christi e as greves que se sucederam, acabou por aceitar quase todas as exigências do setor. No fim, a MP sofreu 260 alterações através de emendas parlamentares.

## Contexto
Até então, a Polícia Rodoviária Federal era uma das piores remuneradas entre as carreiras públicas de nível superior. A diferença salarial entre a PRF e a Polícia Federal era de 47%. Além disso, houve uma grande expansão da malha rodoviária brasileira e do número de veículos, mas o efetivo da PRF quase não aumentou desde os anos 70, contando com apenas cerca de 10 mil agentes por todos o país. A categoria passou a ficar sobrecarregada e surgiu um sentimento de falta de reconhecimento.
O Diretor-Geral da Polícia Rodoviária Federal (PRF), Hélio Cardoso Derenne, assumiu em 2003 após a exoneração do general Álvaro Henrique Vianna de Moraes, que foi acusado de se envolver em uma série de escândalos, incluindo superfaturamento, descumprimento de decisão judicial e destruição de provas. Derenne, porém, tinha cargo mantido por contatos com o PMDB da região Sul do país, e foi quotado para ser candidato a prefeito em Balneário Camboriú.

## Reivindicações
- Reajuste da tabela salarial
- Aumento do número de vagas na PRF
- Exigência de nível superior para ingressar na organização[2]

## MP nº 431/08
Em dezembro de 2007, o Governo Federal já havia assinado um Termo de Compromisso prometendo cumprir as exigências da categoria. No dia 3 de fevereiro de 2008, o Ministro da Justiça Tarso Genro admitiu a falta de efetivo e anunciou a criação de 3 mil vagas na PRF.  Também foi assinado outro Termo de Compromisso em março após ameaça de greve durante a Semana Santa onde o aumento salarial de 30% deveria se dar em quatro partes, começando por março de 2008 e terminando em julho de 2010, e de que seria implementado a obrigatoriedade do ensino superior. No dia 14 de maio, o então presidente Luiz Inácio Lula da Silva assinou a Medida Provisória (MP) nº 431/08, cujo relator foi Geraldo Magela (PT-DF), que criou oficialmente as vagas na PRF. O presidente não aumentou o nível de escolaridade, mas, durante a greve da PRF, a medida foi alterada na Câmara e passou a exigir ensino superior, além de renomear e reconfigurar as classes de carreira da PRF e reajustar o salário. Posteriormente, a MP passou pelo Senado, com riscos de sofrer sansões por parte do presidente. No dia 22 de setembro, Lula cedeu e o concurso público de 9 de dezembro de 2007 foi o último a exigir apenas ensino médio para o ingresso na corporação.
A MP foi fruto de uma ampla negociação entre a base governista com os sindicatos, com a representação da PRF liderada por Alice Portugal (PCdoB-BA), que coordenava a Frente Parlamentar em Defesa da Polícia Rodoviária. A MP chegou a ter o total de 260 emendas parlamentares e não apenas afetou a PRF, mas outros setores dos servidores públicos, como as Forças Armadas e o Ministério da Educação.
Também nessa época, foi fortalecida a discussão sobre a Proposta de Emenda à Constituição (PEC) 248/04, de Mauro Lopes (PMDB-MG), ex Diretor-Geral da PRF. A PEC permitiria que a PRF pudesse atuar não apenas na fiscalização das rodovias, mas também em seu policiamento. Na prática isso já acontecia, baseado no Decreto 1.655/95, mas a constitucionalidade do ato poderia ser questionada.
Atualmente, a proposta ainda não foi aceita. Ela passou pela Comissão de Constituição e Justiça e de Cidadania em 2014, porém foi arquivada em 2007 e desarquivada em 2019.

## Paralisações

### Semana Santa
A PRF ameaçou suspender suas ações durante a Semana Santa por exigir um aumento salarial de 46%, enquanto o governo queria que fosse de 17%. O Governo Federal firmou um Termo de Compromisso onde o reajuste seria de 30%, e as atividades da PRF ocorreram como o previsto.

### Corpus Christi
Durante o feriado de Corpus Christi, a PRF já havia realizado a Operação Tartaruga, onde reduziu a fiscalização de maneira proposital, porém a PRF do Paraná ameaçou não participar. O Governo Federal havia anunciado que atenderia as reivindicações da categoria através de um Projeto de Lei (PL) já enviado ao Congresso, mas a Federação Nacional dos Policiais Rodoviários Federais (FENARF) afirmou não ter sido comunidaca da medida.
No dia 25 de maio de 2008,  no dia seguinte ao feriado, os policiais rodoviários federais realizaram paralisações por 24 horas para garantir o cumprimento das reivindicações da categoria pelo Governo Federal. Foi anunciado que apenas acidentes graves ou com vítimas seriam atendidos. A paralisação serviu de advertência para mostrar a capacidade da categoria. A PRF da Bahia chamou a data do Dia do Repúdio.
De acordo com a FENARF, a paralisação foi aderida por cerca de 80% da categoria, afetando todos os estados e o Distrito Federal. A categoria afirmou ainda que entraria em greve no dia 30 de maio caso não houvesse repercussão positiva.
Após a volta do Corpus Christi, a categoria se dividiu, mas a fiscalização foi afrouxada e foi anunciado que não seriam enviados dados sobre acidentes e infrações de trânsito. Apenas alguns estados, como o Rio de Janeiro e São Paulo, emitiram dados sobre as ocorrências durante o feriado. A diretoria da PRF, porém, negou que houve paralisação das atividades.
No total, a PRF registrou 1.345 acidentes, 867 feridos e 86 mortos durante o feriado. No dia da paralisação, foram registrados cinco acidentes que deixaram cinco feridos no Distrito Federal.

### Greve
No dia 30, a PRF dos estados do Rio Grande do Sul, Mato Grosso do Sul, Espírito Santo e no Distrito Federal foram aos seus postos mas não trabalharam, pela primeira parcela do ajuste salarial em teoria começar em julho, mesmo com as medidas não tendo sido postas em prática. No mesmo dia, o Governo Federal concordou com as exigências da categoria, incluindo a exigência do ensino superior para ingressantes na organização e rejuste salarial para novembro.
Os setores voltaram a trabalhar, mas no dia 17 de junho entraram em greve por exigir o ensino superior completo para a ingressão na organização e reajuste salarial imediato, além da apresentação de dados concretos sobre as medidas que seriam tomadas. O estado da Bahia se juntou à greve, tendo uma adesão de 100%, de acordo com Sindicato dos Policiais Rodoviários Federais (SINPRF/BA). No dia 2 de junho, 20 chefes da PRF na Bahia entregaram seus cargos em repúdio à Medida Provisória (MP) nº 431/08, exigindo a obrigatoriedade ensino superior. No dia 12, a PRF do Rio Grande do Norte se juntou à greve,  que se extendeu até o dia 18 de julho. No mesmo dia, o Distrito Federal também findou a greve.